# Beychac-et-Caillau
Beychac-et-Caillau es una comuna y población de Francia, en la región de Aquitania, departamento de Gironda, en el distrito de Burdeos. Pertenece al Cantón de Cenon.
Su población en el censo de 1999 era de 1782 habitantes.
Está integrada en la Communauté de communes du Secteur de Saint-Loubès.

## Historia
Los territorios de Beychac y Caillau han estado habitados desde tiempos inmemoriales. Se han encontrado antiguas ruinas galorromanas.
Durante el curso de la Guerra de los Cien Años, las parroquias de Beychac y de Cailleau cayeron bajo la ocupación inglesa. Después de este episodio, el personal político se estabilizó permitiéndoles a las poblaciones desarrollarse, cultivar tierras y obtener nuevas riquezas.
El 18 de octubre de 1800, se tomó una medida que modificó fundamentalmente la administración de Cailleau y Baychac: ambos municipios son reunidos bajo el vocablo "Beychac-et-Cailleau" (Beychac y Cailleau).
La comuna está establecida sobre un suelo de propiedades variadas, generalmente fértil. Durante mucho tiempo el municipio vivió de su propia producción. Hoy, la agricultura no asegura más la subsistencia de la población; progresivamente se estableció una cultura de cultivo casi exclusivo de la vid. La producción vitícola representa uno de los elementos de valorización más importantes del territorio del municipio. La creación de la "Maison des Bordeaux et Bordeaux" en 1979 también contribuyó con esta valorización.

## Demografía
| 711 | 731 | 976 | 1468 | 1611 | 1782 |
| Para los censos de 1962 a 1999 la población legal corresponde a la población sin duplicidades (Fuente: INSEE [Consultar]) |     |     |      |      |      |